# Ernst Stueckelberg
Ernst Carl Gerlach Stückelberg v. Breidenbach (né le 1er février 1905, à Bâle - mort le 4 septembre 1984, à Genève) est un physicien suisse. Il est le petit-fils du peintre suisse Ernst Stückelberg (1831-1903). 

## Biographie
Stueckelberg soutient sa thèse de doctorat en 1927 à l'Université de Bâle sous la direction d'August Hagenbach (en). Il devient d'abord professeur assistant à l'Université de Princeton de 1928 à 1932 avant de revenir à Zürich puis à l'Université de Genève.
Indépendamment de Hideki Yukawa, il donne en 1935 comme explication théorique de la force d'interaction forte un échange de boson vectoriel.
En 1938, il formule une version affine de ce qui devient ensuite le Mécanisme de Brout-Englert-Higgs-Hagen-Guralnik-Kibble.
En 1941, il propose, avant Richard Feynman, l'interprétation du positron comme un électron d'énergie positive qui se propage en sens inverse du temps.
En 1953, il découvre avec le mathématicien André Petermann le groupe de renormalisation en théorie quantique des champs.
Il reçoit la médaille Max-Planck en 1976.
Il a parmi ses anciens élèves à Genève Constantin Piron.

### Sources
- Cianfrani, F., and Lecian, O. M. (2007) "E.C.G. Stueckelberg: a forerunner of modern physics," Nuovo Cimento 122B: 123-133.
- Lacki, Jan, Ruegg, H., and Valentine Telegdi (1999) "The Road to Stueckelberg's Covariant Perturbation Theory as Illustrated by Successive Treatments of Compton Scattering." Studies in History and Philosophy of Modern Physics.
- Schweber, Silvan S. (1994) QED and the Men who Made It. Princeton Univ. Press: chpt. §10.1.